# DEAR MY CLOSE FRIEND
「DEAR MY CLOSE FRIEND」（ディア・マイ・クローズ・フレンド）は、Kiss Destinationが2001年6月20日にリリースした11枚目（メジャーデビュー以前から通算すると16枚目）のシングル。

## 内容
先行アルバム『AMARETTO』からのシングルカット。
吉田による歌詞が完成されていたため、小室が映画「ザ・ハリケーン」を参考にしながらメロディを足していく形で制作した。
アルバムの初回限定版にのみ収録された「DEAR MY CLOSE FRIEND (TK Version)」のインストゥルメンタルバージョンが収録されている。
翌2002年に二人が離婚したため、本作が事実上ラストシングルとなった。

## 収録曲
| 全作詞: 吉田麻美、全作曲・編曲: 小室哲哉。 |                                                        |          |            |      |
| #                                          | タイトル                                               | 作詞     | 作曲・編曲 | 時間 |
| 1.                                         | 「DEAR MY CLOSE FRIEND」                               | 吉田麻美 | 小室哲哉   | 5:33 |
| 2.                                         | 「DEAR MY CLOSE FRIEND 〜TV MIX〜」                    | 吉田麻美 | 小室哲哉   | 5:32 |
| 3.                                         | 「DEAR MY CLOSE FRIEND (TK version) 〜INSTRUMENTAL〜」 | 吉田麻美 | 小室哲哉   | 5:42 |
| 合計時間:                                  | 合計時間:                                              | 16:47    |            |      |

## クレジット
- All Vocals Performed : 吉田麻美, 小室哲哉
- Mixed : Mike Butler (#1,2), 小室哲哉 (#3)
- Mastering : 前田康二 (Bernie Grundman MASTERING)

## 収録アルバム
DEAR MY CLOSE FRIEND
- AMARETTO

DEAR MY CLOSE FRIEND (TK version)
- AMARETTO（初回限定版）